# باتريك غراهام
باتريك غراهام (بالإنجليزية: Patrick Graham)‏ هو لاعب كرة قدم أمريكية أمريكي، ولد في 24 يناير 1979 في واتربوري في الولايات المتحدة.